# 莱阳路
莱阳路是中华人民共和国山东省青岛市市南区的一条东西向临海道路，也是全市最早建成的一批道路之一。道路西起大学路接太平路，与金口路、鱼山支路、鱼山路等马路交汇，东到文登路和南海路。沿路有中国海军博物馆（8号）、小青岛公园、鲁迅公园、青岛水族馆、青岛海底世界、汇泉湾第一海水浴场等旅游景点。
今莱阳路与南海路始建于德国占领时期，定名为奥古斯特·维多利亚海岸 (德語：Auguste Viktoria Ufer)。日本第一次占领时期，今莱阳路的琴屿路以西段改名为旅順町（日语：／），以东段及南海路改名为忠海町（曙町）（日语：／）。中国收回青岛主权后变更了两条道路起止点并改现名。今天街道两侧仍有许多历史建筑。
Template:青岛老街